# Seine de danse
Seine de danse est un festival consacré à la danse sous toutes ses formes, qui fait la part belle aux compagnies reconnues et aux artistes en devenir, traçant les contours de la danse contemporaine d'aujourd'hui dans sa plus grande diversité.
Initié en 2006 par le Conseil général des Hauts-de-Seine, le festival a programmé Joëlle Bouvier, Sylvain Groud, Maguy Marin, Black Blanc Beur, etc.
La troisième édition s'est tenue du 20 au 24 mai 2008 sur le parvis de La Défense.